# Маручак
Маруча́к (рос. Маручак) — присілок у складі Кемеровського округу Кемеровської області, Росія.

## Населення
Населення — 67 осіб (2010; 61 у 2002).
Національний склад (станом на 2002 рік):
- росіяни — 97 %